# Stephanus Schoeman
Stephanus Schoeman (Oudtshoorn, Cape Kolónia, 1810. március 14. - Pretoria, Dél-Afrika, 1890. december 5.) búr katona, tábornok, politikus. A Transvaal Köztársaság második elnöke.

## Élete
1810. március 14-én született Oudtshoorn-ban, a Cape kolónia területén. Családjának felmenői Németországból utaztak ki az Afrikai kontinensre.
Társaival a nagy vándorlás megkezdődésekor csatlakozott az Andries Pretorius vezette búr vándorló csapatokhoz és részt vett a Véres-folyónál vívott harcban a zulukkal. Háromszor házasodott. Részt vett egy nagyobb politikai viszályban is, ahol Willem Cornelis Janse van Rensburgot támogatta, akit végül ki is neveztek ideiglenes vezetőnek. A hadsereg megbízott parancsnoka.
1854-től négy évig a Zoutpansbergi Köztársaság elnöke volt. 1858-ban rövid időre megbetegedett, ekkor Janse van Rensburg foglalja el a helyét. Még abban az évben egyesítették Zoutpansberget Transvaallal. Több politikai vitába került Marthinus Wessel Pretoriussal, amikben végül vereséget szenvedett (ez volt az ún. transvaali vagy búr polgárháború).  Ezek után 1860 és 1862 között a Transvaal Köztársaság elnöke volt. Elnöksége hivatali idejének lejártával egyre veszített befolyásából. 1871-ben, miután nem tudta megakadályozni Nyugat-Transvaal Nagy-Britanniához való csatolását végleg visszavonult a politikai pályától.
1890. december 5-én halt meg Pretoriában.

## Emlékezete és öröksége
- Utcát neveztek el róla Pretoriában.
- Unokája elismert Dél-afrikai történész volt.